# Sassi di Matera
Los Sassi di Matera (en español, Piedras de Matera) conforman el centro histórico de la ciudad de Matera (Italia).

## Patrimonio de la Humanidad
Los Sassi de Matera fueron incluidos en la lista de la Unesco de Patrimonio de la Humanidad en 1993. Fue el primer sitio de la lista en el sur de Italia. La inscripción fue motivada por el hecho de que representan un ecosistema urbano único, capaz de perpetuar el más lejano pasado prehistórico, los modos de vida de las cuevas hasta los tiempos modernos. Los Sassi de Matera son un buen ejemplo de un uso cuidadoso en el tiempo de los recursos naturales: agua, tierra y energía

## Historia
La ciudad de la piedra, el centro histórico de Matera excavado en la misma montaña, está habitada al menos desde el Paleolítico: algunos de los artefactos encontrados datan del decimotercer milenio antes de Cristo, y muchas de las casas que se internan en la piedra caliza del barranco han sido habitadas sin interrupción desde la Edad de Bronce (aparte del desplazamiento forzado en los años 1950). La primera definición de sasso (en plural, sassi), como aldea de piedra se remonta a un documento de 1204.
Como consecuencia del desalojo de los Sassi, el área histórica ha permanecido prácticamente deshabitada a pesar de las estrategias del gobierno para promover su recuperación. Entre esas medidas está la ley 179/92 sobre la “Edificación residencial pública”, la cual otorgaba unas áreas en desuso del Centro Histórico para implementar proyectos de vivienda. Uno de los proyectos que se enmarcan en esta ley es el Comparto E, desarrollado en 1996.
Sassi de Matera es un asentamiento urbano que resulta de las diferentes formas de civilización y los asentamientos humanos que se han ido produciendo con el tiempo. Los pueblos prehistóricos se atrincheraron ahí en el Neolítico, albergando una civilización rupestre de Occidente en los siglo IXs-XI con sus fosos, conductos, tanques. A partir de los siglos XI-XIII se construyeron sus fortificaciones, mientras que las expansiones posteriores del Renacimiento (XV-XVI) y el Barroco (siglo XVII) facilitaron un nuevo alojamiento urbano. Finalmente, la degradación de la higiene social del siglo XIX y la primera mitad del siglo XX provocó un desplazamiento previsto por la legislación nacional en los años 1950, hasta que la recuperación actual se inició a partir de la ley de 1986.

### Declive
Carlo Levi, enviado al exilio interno en Lucania por el régimen fascista, visitó los Sassi cuando estaban en el punto álgido de un colapso demográfico que se había iniciado en el siglo anterior. Los habitantes habían aumentado exponencialmente y el pastoreo estaba en declive: se habían levantado varios pisos sobre las casas en la roca, las huertas y los jardines colgantes habían desaparecido y los aljibes se habían convertido en monoambientes en los que vivían familias enteras con mulas y ovejas en condiciones higiénicas extremadamente precarias. El trabajo de sensibilización de Levi fue un primer paso importante hacia la resolución del problema de los Sassi.
En 1950, el primer ministro Alcide De Gasperi, tras una visita a Basilicata durante la cual se dio cuenta de la gravedad de las condiciones de vida que allí había, encargó al diputado lucano Emilio Colombo estudiar un proyecto de ley para la rehabilitación y el desplazamiento de los Sassi de Matera. La propuesta de Colombo fue entregada a De Gasperi en 1951, presentada en el parlamento como proyecto de ley núm. 2141 “Reurbanización de los Sassi de Matera”, y finalmente aprobada por unanimidad el 17 de mayo de 1952 como “Ley especial para la recuperación de los Sassi” (n. 619) que, en virtud de su proponente, pasó a ser conocida también como "Ley Colombo".
Por tanto, el desplazamiento de la población comenzó en 1952. Esta operación se hizo necesaria debido a la situación ya insostenible en la que se encontraba la comunidad, afectada por una mortalidad infantil cuatro veces superior a la media nacional. La novela Cristo se paró en Éboli, de Carlo Levi, narra expresamente las precarias situaciones higiénicas en las que se encontraban los sassi, donde vivían unos quince mil habitantes (la mitad de toda la población de la ciudad, que ascendía a treinta mil habitantes), con la falta de sistemas de alcantarillado, lo cual aumentaba el riesgo de epidemias. Sin embargo, el abandono forzoso de sus antiguas viviendas fue doloroso para muchos de sus inquilinos, aunque los nuevos barrios, diseñados por los más notables arquitectos, sociólogos y antropólogos de la época, entre ellos Ludovico Quaroni, Carlo Aymonino y Luigi Piccinato, eran sin duda más cómodos. El desplazamiento de los Sassi resultó en un notable desarrollo urbano para la ciudad de Matera, incluido un plan maestro.

## Cine
Los Sassi son el escenario de muchas películas, en particular El Evangelio según San Mateo de Pier Paolo Pasolini (1964), El árbol de Guernica de Fernando Arrabal (1975), Cristo se paró en Éboli de Francesco Rosi (1979), La Pasión de Cristo de Mel Gibson (2004), La profecía de John Moore (2006), Ben-Hur de Timur Bekmambetov (2016), o Wonder Woman de Patty Jenkins (2017).

## Galería de imágenes

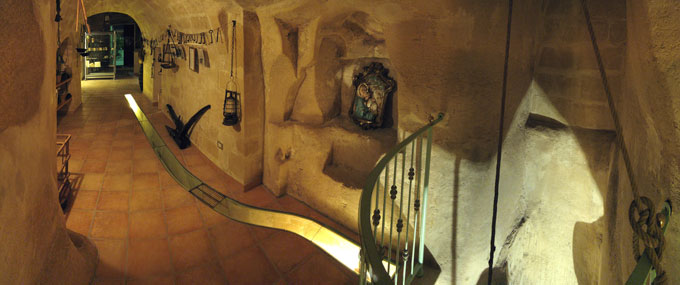
Antiguas cisternas por las que fluía el agua de Matera.
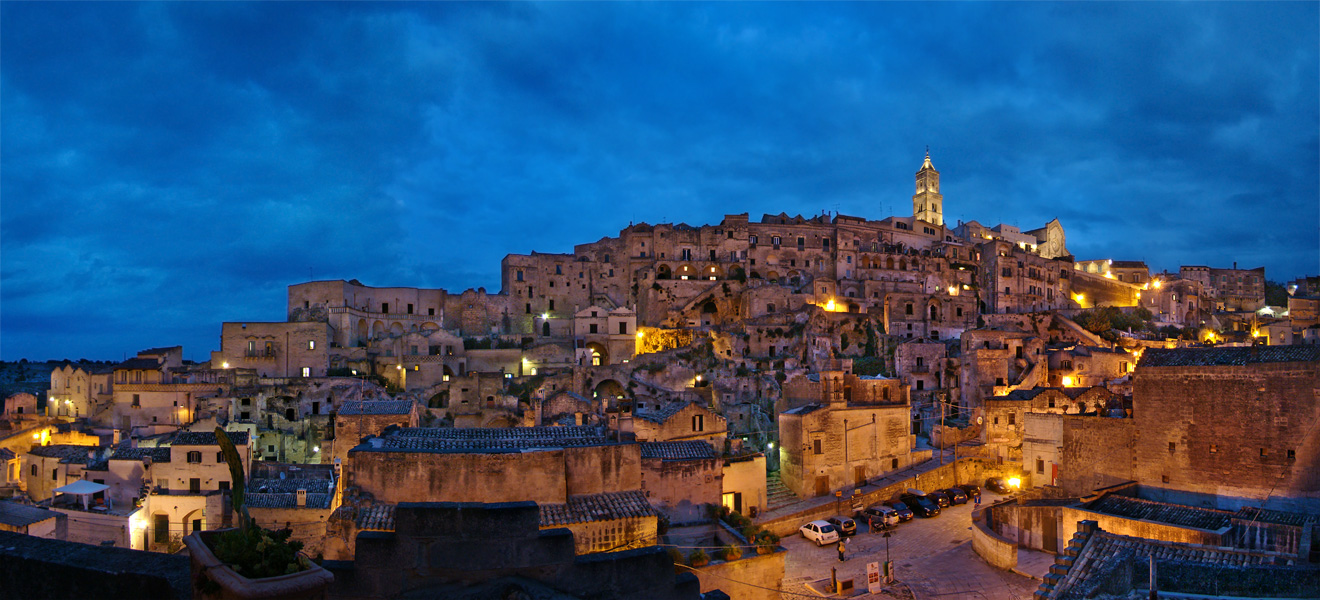
Casco histórico por la noche.
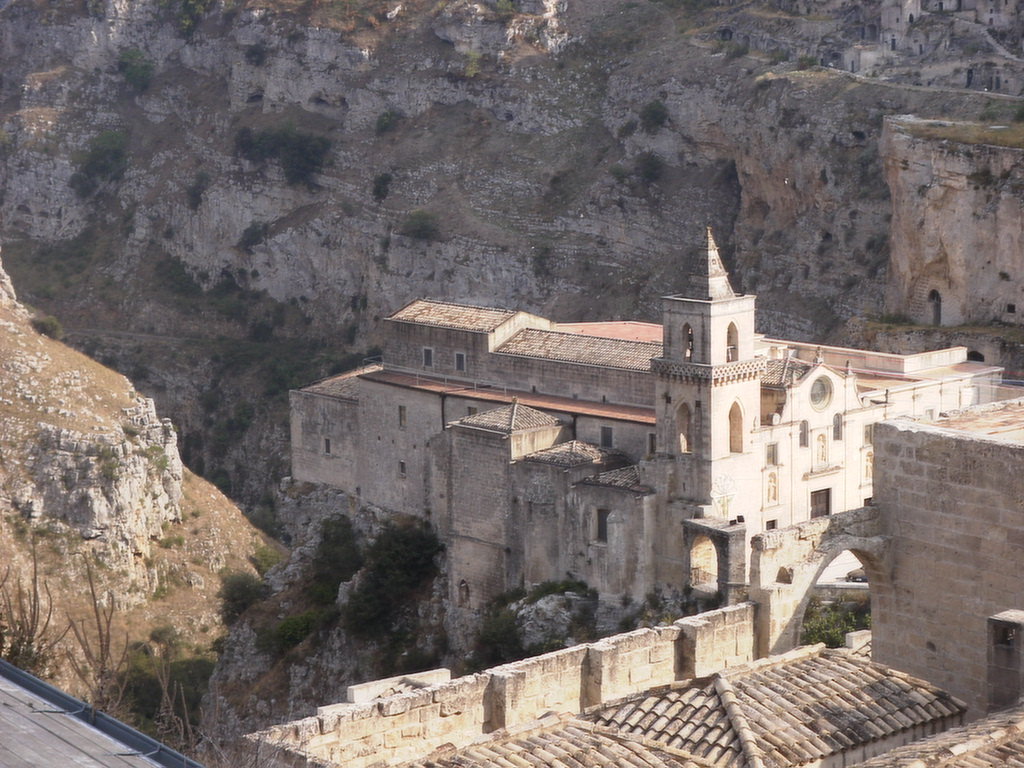
Iglesia barroca de San Pietro Caveoso.
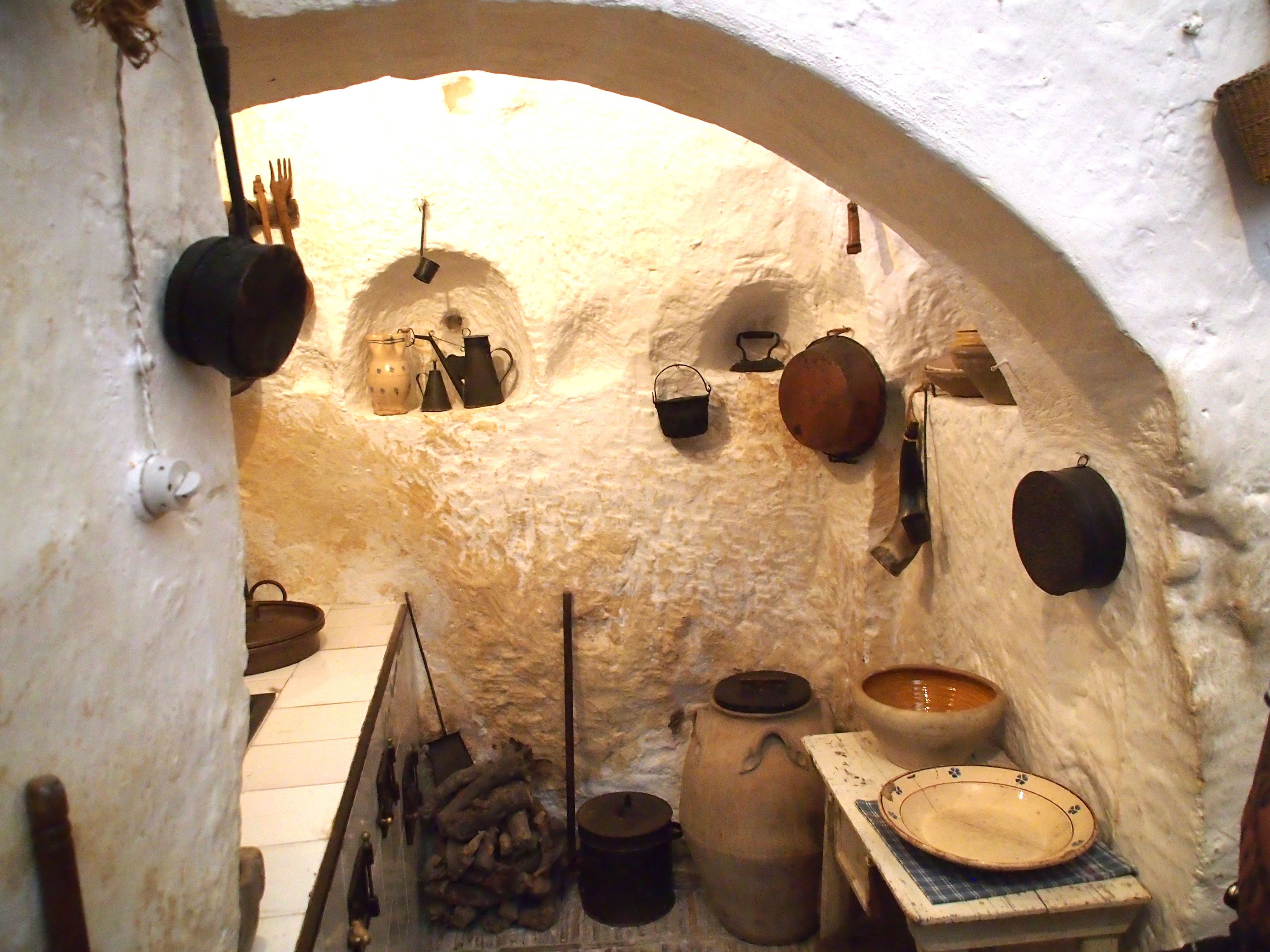
Interior de una casa tradicional en la gruta
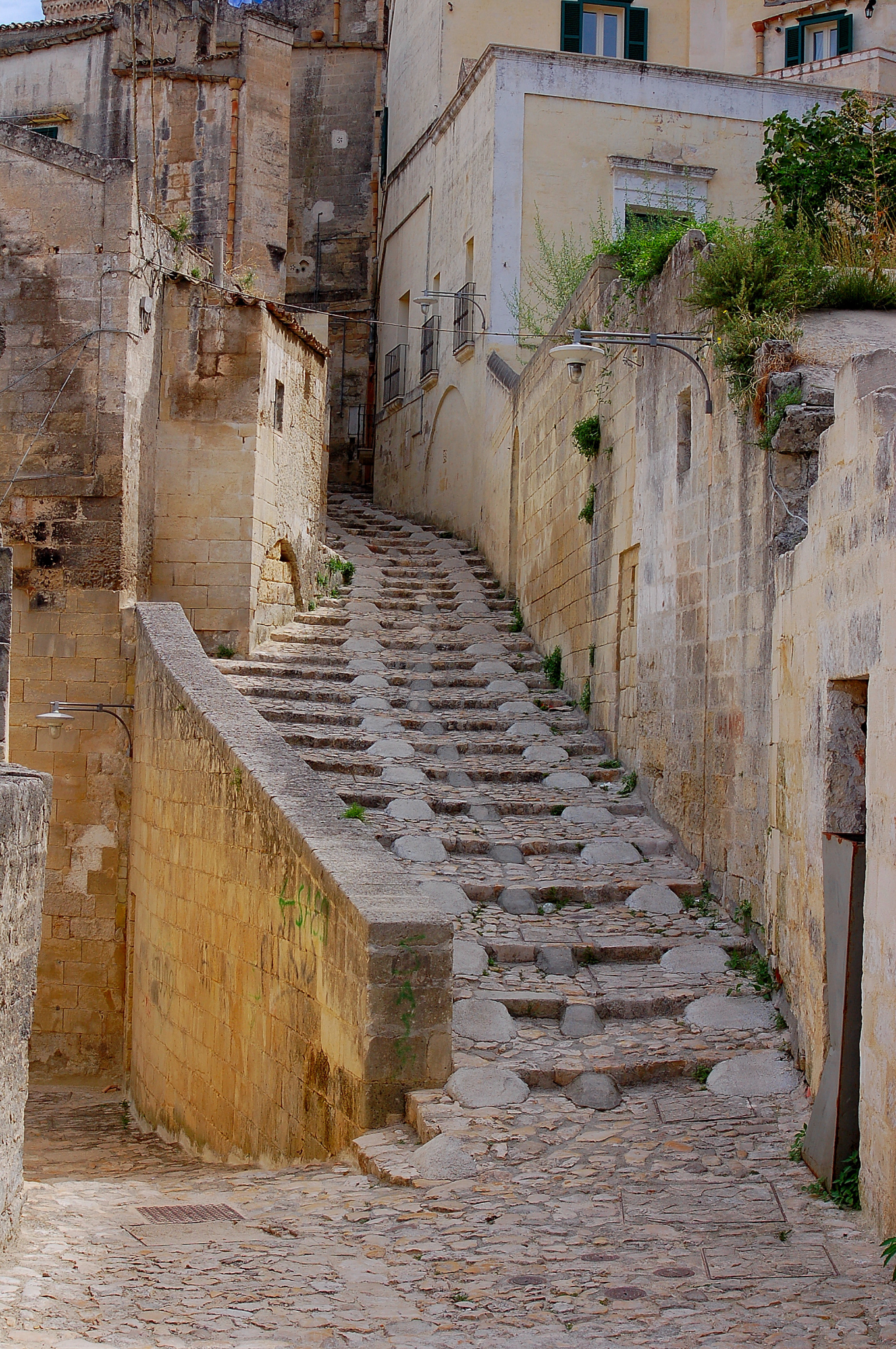
Calle pintoresca del centro de la ciudad.